# Decaschistia affinis
Decaschistia affinis är en malvaväxtart som beskrevs av Jean Baptiste Louis Pierre. Decaschistia affinis ingår i släktet Decaschistia och familjen malvaväxter. Inga underarter finns listade i Catalogue of Life.